# Ryszard Świętochowski

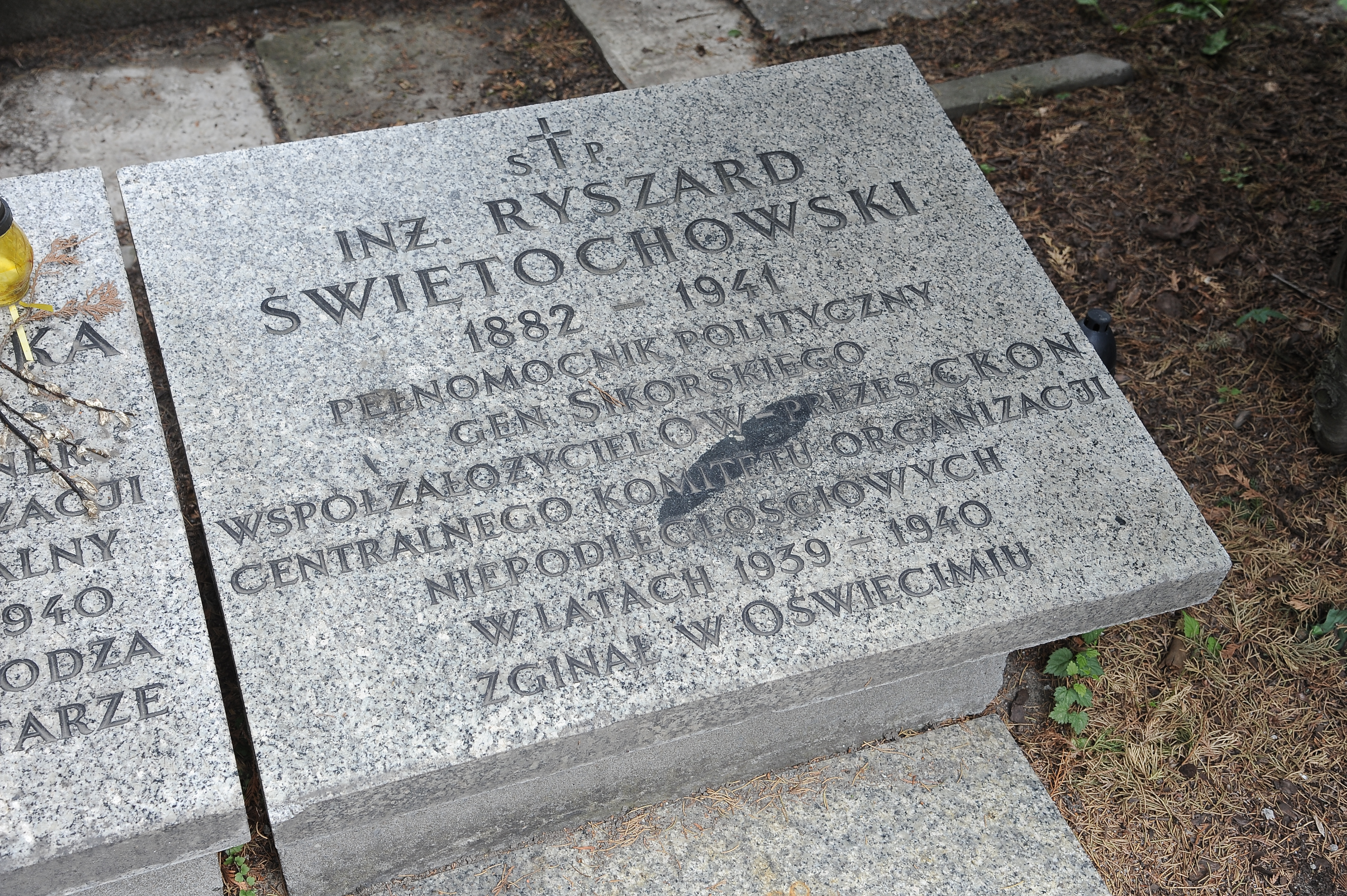
Grób Ryszarda Świętochowskiego na warszawskim Cmentarzu Wojskowym na Powązkach

Ryszard Świętochowski (ur. 17 października 1882 w Warszawie, zm. 1941 w Auschwitz-Birkenau) – polski polityk, publicysta i inżynier. Syn Aleksandra Świętochowskiego.
Świętochowski był aktywistą SP i SL, współpracownikiem generała Władysława Sikorskiego, wydawcą tygodników „Zwrot” i „Odnowa” i autorem wielu prac naukowych z zakresu fizyki. Był współtwórcą i kierował Centralnym Komitetem Organizacji Niepodległościowych.